# Sala Sparbank
Sala Sparbank är en sparbank med kontor i Sala, Heby och Östervåla. Huvudkontoret ligger på Stora torget 3 i Sala. Banken är Sveriges näst äldsta, nu verksamma bank och grundades 1828.
Sala Sparbank är en fristående bank utan enskilt vinstintresse. Banken är knuten till Swedbank genom samarbetsavtal. En del av vinsten avsätts till allmännyttiga ändamål, vars syfte är att främja utveckling i Sala och Heby kommuner.

## Historik

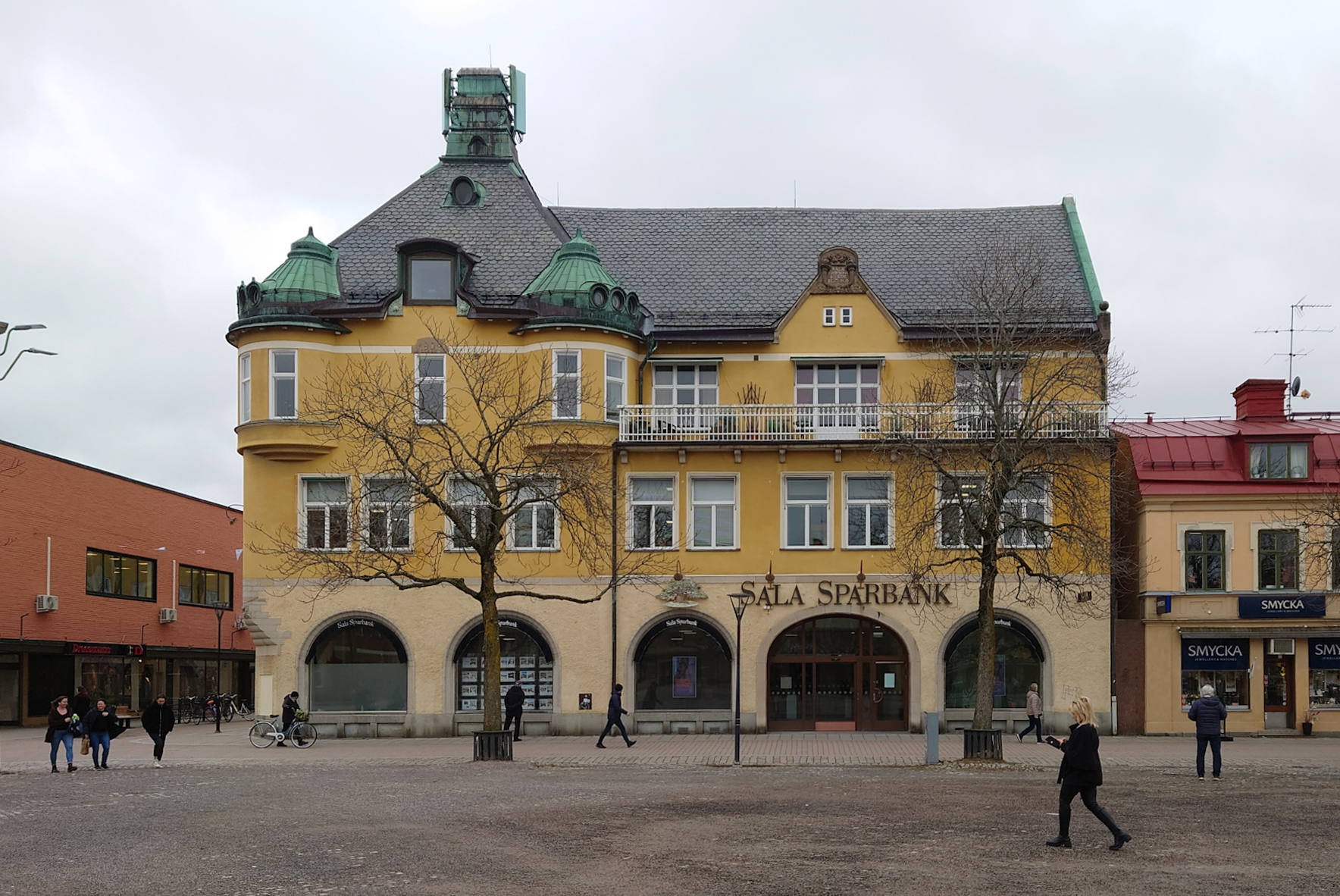
Sparbankshuset, vid Stora torget i Sala.

Sala sparbank öppnade den 13 september 1828 och kontoret var då beläget i Sala rådhus. Först 1902 beslutade banken att ett särskilt bankhus skulle byggas vid Stora torget. Huset ritades av Erik Lallerstedt. Inledningsvis inhystes banken i sparbankshusets ovanvåning med affärer i gatuplanet, men år 1920 flyttade banken ner till gatan.
Den 1 januari 1943 uppgick den år 1919 grundade Möklinta sparbank i Sala sparbank. I övrigt har inte sparbanken växt genom fusioner med andra sparbanker. Filialer i Heby, Tärnsjö och Östervåla etablerades 1930.
Sala sparbank blev 2002 Nordens första miljöcertifierade bank.
I februari 2021 avvecklades kontoret i Tärnsjö.